# Clinic Neuendettelsau

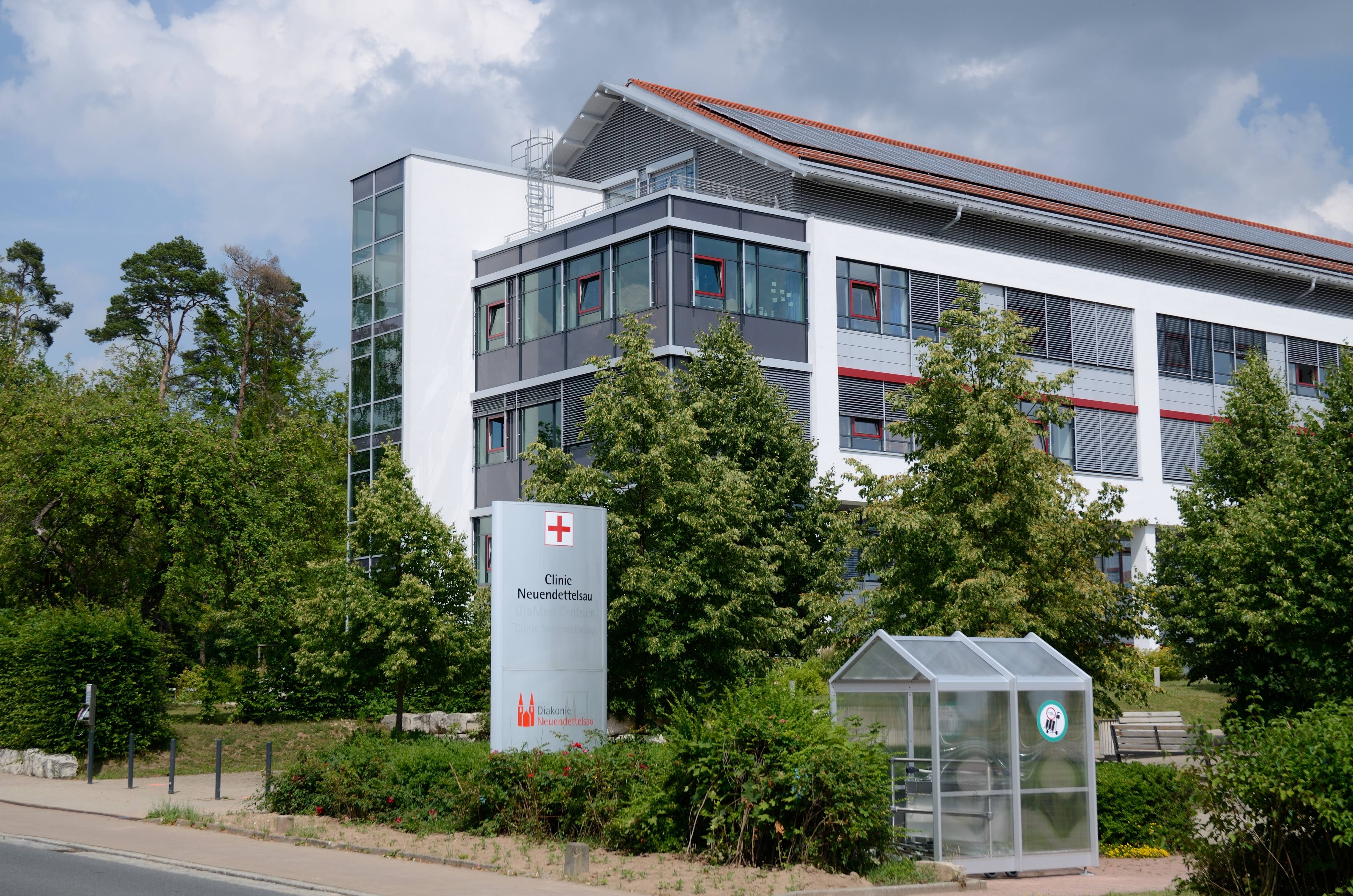
Clinic Neuendettelsau

Die Clinic Neuendettelsau war eine von fünf DiaMed-Kliniken, die von der Diakonie Neuendettelsau betrieben wurde. Die nächstgelegenen Krankenhäuser befanden sich in Ansbach, Schwabach und Gunzenhausen.
Die geschichtlichen Wurzeln der Clinic Neuendettelsau reichen zurück bis ins Jahr 1867, als unter der Leitung von Wilhelm Löhe ein Männerhospital und 1869 ein Frauenhospital errichtet wurde. In den Jahren 1907/09 wurde an der Heilsbronner Straße ein neues Krankenhaus mit 30 Betten gebaut. 1921 folgte eine staatliche Krankenpflegeschule. In den 50er und 60er Jahren wurde dieses Krankenhaus mehrfach umgebaut und erweitert. Seit 1997 wurde das Krankenhaus grundlegend saniert.
Das Krankenhaus der Grund- und Regelversorgung hatte 185 Betten (Stand: 2008). Die Klinik deckte folgende Fachrichtungen ab: Allgemeine Chirurgie, Augenheilkunde, Endokrinologie, Frauenheilkunde und Geburtshilfe, Gastroenterologie, Hämatologie und internistische Onkologie, Innere Medizin, Transfusionsmedizin, Intensivmedizin, Kardiologie und Visceralchirurgie.
Zum 15. Dezember 2023 schloss die Klinik aufgrund „ökonomischer Schwierigkeiten“ und „finanzieller Defizite“. Eine geplante Fusion mit der Klinik Schwabach scheiterte zuvor im Jahr 2022.